# Яструбине
Яструби́не — село в Україні, у Миколаївській сільській громаді Сумського району Сумської області. До 2016 центр Яструбинської сільської ради.

## Географія
Село Яструбине розташоване на березі річки Крига, нижче за течією на відстані 1,5 км розташоване село Бондарівщина. Навколо села багато дрібних річок та озер. На відстані 4 км проходить кордон з Росією.

## Історія
Село Яструбине засноване наприкінці XVII століття. 1797 року селяни відмовилися відбувати панщину, за що їх було жорстоко покарано. 
За даними на 1864 рік у власницькому селі Ястребенне Сумського повіту Харківської губернії мешкало 2559 осіб (1276 чоловічої статі та 1283 — жіночої), налічувалось 525 дворових господарств, існували православна церква та селітряний завод.
У 1905 році тут відбулися селянські виступи, для придушення яких були викликані війська.
Станом на 1914 рік село було центром окремої, Ястребенської волості, кількість мешканців зросла до 3537 осіб.  
Радянська окупація розпочалась у грудні 1917 року.  
Село постраждало внаслідок геноциду українського народу, проведеного урядом СРСР у 1932—1933 роках.
Під час гітлерівської окупації в селі діяла підпільна патріотична група, якою керував комуніст Є. Л. Коропченко. На фронтах німецько-радянської війни воювало 463 жителів села, 393 з них відзначені нагородами, 219 — загинули смертю хоробрих. На увічнення пам’яті полеглих воїнів-односельців та радянських воїнів-визволителів трудящі села встановили обеліск Слави, в селі також є пам'ятники партизанської слави.
За останні 35 років кількість населення скоротилася майже вдвічі: на 1973 рік Яструбене мало дворів — 731, населення — 2239 чоловік. 
29 липня 2024 року населений пункт вчергове обстріляли російські війська. Зафіксовано 4 вибухи, ймовірно ФПВ-дрон. 
27 серпня 2024 року за інформацією Генштабу ЗСУ ворог завдавав авіаударів по районах населених пунктів Есмань, Ворожба, Вільна Слобода, Атинське, Горіле, Безсалівка, Глухів, Михайлівське, Угроїди, Шалигине, Ямпіль, Яструбине, Іскриківщина, Білопілля, Бачівськ, Будівельне Сумської області.  Оперативне командування “Північ” інформує про обстріли села. Зафіксовано 1 вибух, ймовірно КАБ.  

## Адміністративний поділ
До 26 березня 1992 року село входило до складу Білопільського району, знаходячись за 30 км на схід від районного центру і за 33 км від залізничної станції Білопілля. Рішенням обласної ради було передане до складу Сумського району. Було центром Яструбинської сільської ради.
На території села працюють клуб, лікарня та середня школа, де в 32 вчителі навчають 477 учнів (1973).

## Економіка
За радянських часів у Яструбиному була розміщена центральна садиба колгоспу «Україна», за якою було закріплено 6848 га сільськогосподарських угідь, у тому числі 6299 га — орної землі. Виробничий напрям — вирощування зернових, технічних, овочевих культур і картоплі. В колгоспі розвинуте м’ясо-молочне тваринництво. За трудові досягнення 147 передовиків нагороджено орденами й медалями, у тому числі орденом Леніна — голову колгоспу І. Ф. Приходька, комбайнера В. О. Охріменка, агронома І. С. Майбороду, орденом Жовтневої Революції — відзначений заступник голови колгоспу В. С. Рябець. 

## Відомі люди
- Охріменко Микола Іванович (1963—2017) — український військовик, молодший сержант ЗСУ, учасник російсько-української війни.
- Темченко Іван Васильович — уродженець с. Яструбиного, розвідник 18-ї окремої гвардійської розвідроти 2-ї гвардійської Червонопрапорної стрілецької дивізії, якому за мужність і відвагу було присвоєно звання Герой Радянського Союзу (посмертно)